# Parque nacional de Bali Occidental
El Parque nacional de Bali Occidental (en indonesio: Taman Nasional Bali Barat) se encuentra en el lado occidental del norte de Bali, en el país asiático de Indonesia. El parque cubre unos 190 km², de los cuales  158 km² son de tierra y el resto es espacios marítimos. Esto es aproximadamente el 5 % de la superficie total de Bali. 
Hacia el norte, existe una playa de 1000 metros de largo, además de arrecifes e islotes. Un puerto en Gilimanuk está al oeste del parque, y el pueblo de Goris esta hacia el este. El parque nacional es accesible por carreteras desde Gilimanuk y Singaraja, o mediante el uso de ferries desde Ketapang, en Java.